# 楊應文
楊應文（1542年—1609年），字子修，號鳳麓，南直隶常州府无锡县軍籍。明朝政治人物、進士出身。

## 生平
三岁而嫡母亡，四岁父亡，八岁祖母又去世，家道中落，四十四岁中萬曆十三年（1585年）乙酉科应天府鄉試舉人，十七年（1589年）登己丑科進士，通政司觀政，十八年六月授太常寺博士，二十三年行取，擢工科给事中，巡视十庫，二十六年升禮科右給事中，二十七年升刑科左给事中，二十七年（1599年）四月代徐觀瀾查勘朝鲜东征事，官至刑科都给事中，所上封事如绳潞藩，停使祛税，恶宥累臣，皆持大体。于妖言事论救诸谏臣尤力。二十九年會試同考，三十二年进南京太仆寺少卿，三十六年十一月予告归。

## 家族
曾祖楊文昂。祖父楊世教，监生。父楊俸，监生。